# Michelle Hager
Michelle Hager, född den 3 oktober 1966, är en australisk landhockeyspelare.
Hon tog OS-guld i damernas landhockeyturnering i samband med de olympiska landhockeytävlingarna 1988 i Seoul.